# Cotesia jucunda
Cotesia jucunda är en stekelart som först beskrevs av Marshall 1885.  Cotesia jucunda ingår i släktet Cotesia och familjen bracksteklar. Arten är reproducerande i Sverige. Inga underarter finns listade i Catalogue of Life.